# Dmitrij Bułykin
Dmitrij Olegowicz Bułykin (ros. Дмитрий Олегович Булыкин, ur. 20 listopada 1979 w Moskwie) – piłkarz rosyjski grający na pozycji napastnika. Nosi przydomek "Brioche".

## Kariera klubowa
Bułykin pochodzi z Moskwy i tam też rozpoczął piłkarską karierę w szkółce piłkarskiej Lokomotiwu Moskwa. W wieku 18 lat zaczął występować w rezerwach tego klubu, a po roku został włączony do kadry pierwszej drużyny i w 1998 roku zadebiutował w rozgrywkach Premier Ligi. W całym sezonie zdobył 3 gole, a Lokomotiw zajął 3. miejsce w lidze. W 1999 roku Dmitrij grał już w pierwszym składzie zespołu i strzelając 8 bramek był trzecim strzelcem drużyny, która została wicemistrzem Rosji. W 2000 roku Lokomotiw powtórzył to osiągnięcie, jednak Bułykin spisał się mniej skutecznie – jego dorobek bramkowy to 3 trafienia.
W 2001 roku Dmitrij zmienił barwy klubowe i zasilił szeregi lokalnego rywala Lokomotiwu, Dinama Moskwa. W Dinamie od razu wskoczył do pierwszej jedenastki i strzelając 8 goli był najskuteczniejszym graczem 9. drużyny ligi. W 2002 roku Bułykin pięciokrotnie trafiał do siatki rywali, ale moskiewski klub znów zakończył sezon w środku tabeli. W 2003 roku Bułykin wyrównał swój strzelecki rekord 8 bramek w sezonie doprowadzając Dinamo do 6. miejsca w tabeli. Sezon 2004 był już jednak mniej udany – zaledwie 1 gol w lidze i do końca roku walka o utrzymanie, a ostatecznie zajęcie 13. miejsca. Także w kolejnych sezonach Bułykinowi nie wiodło się najlepiej i wskutek brazylijsko-portugalskiego zaciągu zawodników częściej siadał na ławce rezerwowych, jak grał, w efekcie czego w 2006 roku Dinamo znów skutecznie walczyło o utrzymanie.
Pierwszą połowę 2007 roku Bułykin spędził w rezerwach Dinama. Latem na zasadzie wolnego transferu przeszedł do niemieckiego Bayeru 04 Leverkusen, w którym miał za zadanie wygrać rywalizację o miejsce w składzie z Teofanisem Gekasem i Stefanem Kießlingiem. Latem 2008 za kwotę miliona euro przeszedł do belgijskiego Anderlechtu. W Belgii był wypożyczany do Fortuna Düsseldorf i do ADO Den Haag.
W 2011 roku przeniósł się do Ajaxu Amsterdam, a rok później podpisał 4-letni kontrakt z FC Twente. W 2013 roku wrócił do Rosji i został zawodnikiem Wołgi Niżny Nowogród.
| Sezon   | Klub                 | Kraj     | Rozgrywki     | Mecze | Bramki |
| ------- | -------------------- | -------- | ------------- | ----- | ------ |
| 1998    | Lokomotiw Moskwa     | Rosja    | Priemjer-Liga | 14    | 3      |
| 1999    | Lokomotiw Moskwa     | Rosja    | Priemjer-Liga | 26    | 8      |
| 2000    | Lokomotiw Moskwa     | Rosja    | Priemjer-Liga | 22    | 3      |
| 2001    | Dinamo Moskwa        | Rosja    | Priemjer-Liga | 23    | 8      |
| 2002    | Dinamo Moskwa        | Rosja    | Priemjer-Liga | 26    | 5      |
| 2003    | Dinamo Moskwa        | Rosja    | Priemjer-Liga | 28    | 8      |
| 2004    | Dinamo Moskwa        | Rosja    | Priemjer-Liga | 22    | 1      |
| 2005    | Dinamo Moskwa        | Rosja    | Priemjer-Liga | 8     | 1      |
| 2006    | Dinamo Moskwa        | Rosja    | Priemjer-Liga | 10    | 2      |
| 2007    | Dinamo Moskwa        | Rosja    | Priemjer-Liga | 0     | 0      |
| 2007/08 | Bayer 04 Leverkusen  | Niemcy   | Bundesliga    | 15    | 2      |
| 2008/09 | RSC Anderlecht       | Belgia   | Eerste Klasse | 10    | 3      |
| 2009/10 | Fortuna Düsseldorf   | Niemcy   | 2. Bundesliga | 10    | 1      |
| 2010/11 | ADO Den Haag         | Holandia | Eredivisie    | 30    | 21     |
| 2011/12 | AFC Ajax             | Holandia | Eredivisie    | 19    | 9      |
| 2012/13 | FC Twente            | Holandia | Eredivisie    | 22    | 5      |
| 2013/14 | Wołga Niżny Nowogród | Rosja    | Priemjer-Liga | 7     | 0      |

## Kariera reprezentacyjna
W reprezentacji Rosji Bułykin zadebiutował 6 września 2003 roku w zremisowanym 1:1 meczu z Irlandią, rozegranym w ramach eliminacji do Euro 2004. W kwalifikacjach najlepszym jego meczem było spotkanie ze Szwajcarią (4:1), w którym uzyskał pierwszego w karierze hat-tricka. Rok później został powołany do kadry na ME. Tam był podstawowym zawodnikiem "Sbornej". Wystąpił we wszystkich trzech spotkaniach grupowych: z Hiszpanią (0:1), z Portugalią (0:2) oraz Grecją (2:1), w którym zdobył strzałem głową zwycięskiego gola.